# Граубе, Раймонд
Раймонд Граубе (Раймондс Граубе, латыш. Raimonds Graube, родился 28 февраля 1957 года, Латвийская ССР) — командующий Национальными вооружёнными силами Латвии в 1999-2003 и с 2010 года, генерал-лейтенант. Экс-командующий Земессардзе. Первый генерал-лейтенант в Латвии с 11.11.2012.

## Биография
Раймонд Граубе родился в 1957 году в Риге. Учился во 2-й средней школе, затем ПТУ № 2. В 1976 году был призван в Советскую армию. Работал на ВЭФе. Латвийскую военную карьеру начал в 1991 году в Земессардзе. В 1998 году назначен командующим Земессардзе.
С 1999 года по 2003 год был командующим Латвийских НВС. В 2010 году вновь избран командующим Латвийских НВС. В том же году повышен до генерал-майора.
В 2010 году стал вторым генерал-майором в Латвии. 25 октября 2016 года Граубе подал в отставку, объяснив свое решение необходимостью «дать дорогу новым командирам и поддержать пирамиду военной карьеры» для молодых офицеров.

## Награды
- Орден Виестура (2005)
- Командор ордена «За заслуги перед Литвой» (2013, Литва)[3]
- Орден Орлиного креста II (2003) и I (2012) степеней (Эстония)[4]
- Национальный орден «За заслуги» (2001, Франция)
- Командор со звездой ордена Заслуг (Норвегия)